# Amt Königstein

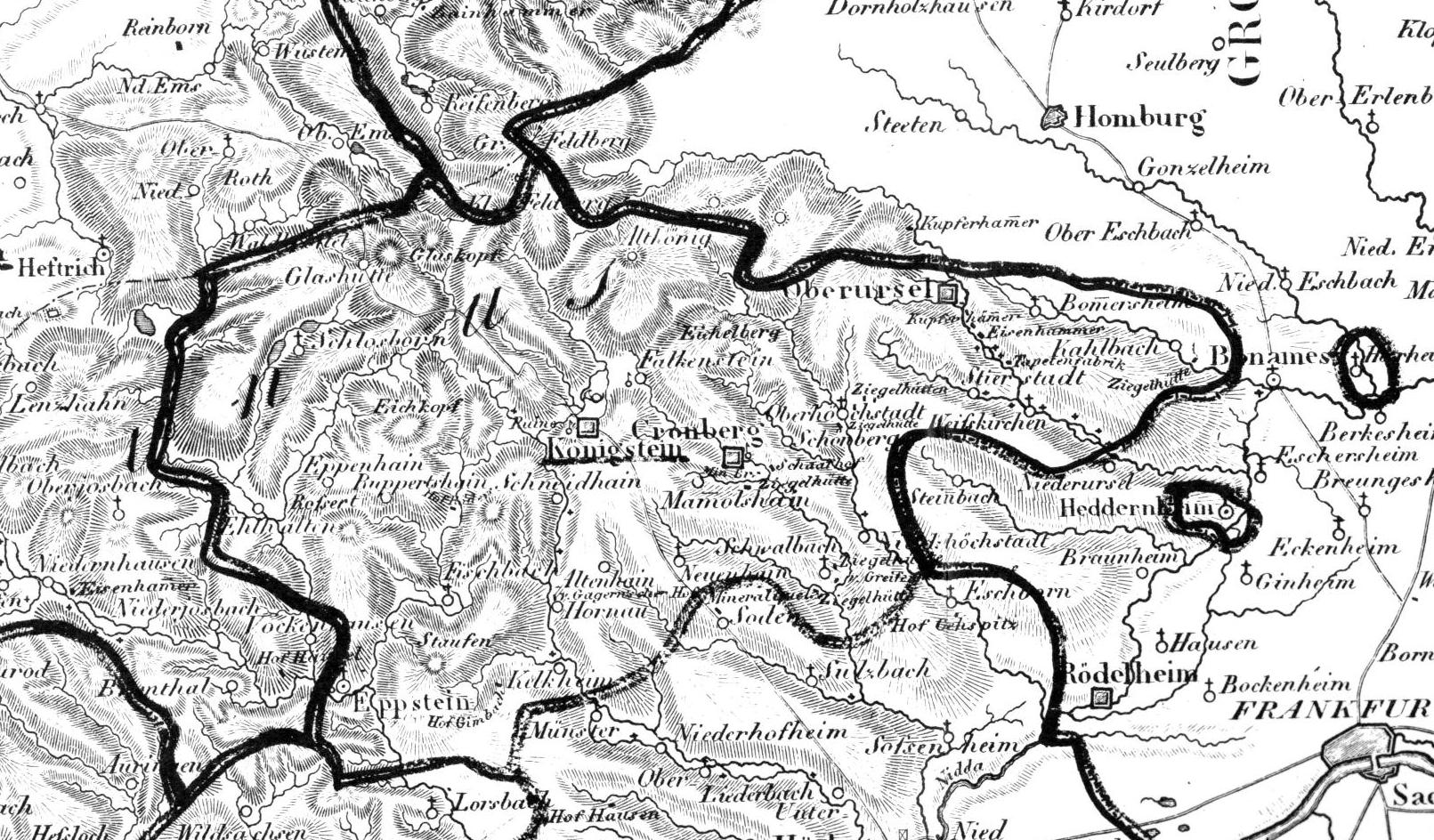
Karte des Amtes Königstein 1828

Das Amt Königstein (zeitweise auch Oberamt Königstein oder Amtsvogtei Königstein) mit Amtssitz in Königstein im Taunus war ein Verwaltungs- und Gerichtsbezirk in Kurmainz und Nassau-Usingen im Heiligen Römischen Reich, sowie von 1806 bis 1866 ein herzoglich nassauisches Amt. Die Ämter hatten neben Verwaltungsaufgaben auch die Niedere Gerichtsbarkeit inne und dienten später als erstinstanzliches Gericht. An ihrer Spitze stand ein vom jeweiligen Herrscher eingesetzter Amtmann.

## Geschichte

### Kurmainz
Nachdem Graf Christoph zu Stolberg, der letzte Graf von Königstein 1578 das Amt Rodheim an den Grafen von Hanau verkauft hatte, wurde die Grafschaft Königstein 1581 in die kurmainzischen Ämter Eppstein, Königstein und Oberursel aufgeteilt.
Ein anderer Teil der Grafschaft, das Amt Neuenhain fiel 1581 an Kurpfalz. Die dazugehörigen Dörfer Neuenhain, Altenhain und Schneidhain blieben bis 1650 Teil von Kurpfalz und wurden 1650 im Rahmen eines Gebietstausch, des Bergsträßer Rezesses, an Kurmainz gegeben und wurden so Teil des Amtes Königstein.
Am 7. Januar 1632 erklärte der schwedische König Gustav Adolf in Mainz (das Gebiet des Oberamtes war in der Hand schwedischer Truppen) die Rückgabe des Oberamtes Königstein an Graf Heinrich Vollrath zu Stolberg. Nachdem sich das Kriegsglück wendete, musste Stolberg die Verwaltung des Amtes am 21. September 1635 wieder Mainz übertragen.
1781 wurde das Oberamt Königstein mit dem Oberamt Höchst-Hofheim zum Oberamt Höchst-Königstein zusammengelegt. Oberamtssitz wurde Höchst am Main, seit 1928 Stadtteil von Frankfurt am Main.
In Königstein verblieb die Amtsvogtei Königstein als nachgelagerte Behörde. Die Amtsvogtei Königstein umfasste:
Königstein; das Kirchspiel Neuenhain mit den Orten Neuenhain, Altenhain und Schneidhain; das Kirchspiel Oberhöchstadt mit den Orten Oberhöchstadt und Schönberg; das Kirchspiel Schwalbach mit den Orten Schwalbach und Mammolshain; sowie Glashütten und Kirdorf das aber 1803 an Hessen-Homburg abgetreten wurde.
Daneben unterstanden dem Oberamt die Amtsvogtei Eppstein, die Stadt- und Amtsvogtei Höchst, und die Stadt- und Amtsvogtei Oberursel.

### Nassau-Usingen
Als Nassau-Usingen infolge des Reichsdeputationshauptschlusses von 1803 durch Kurmainzer Gebiete, für durch die Napoleonische Kriege verlorenen Gebiete, entschädigt wurde, erhielt es unter anderem die Amtsvogtei Königstein in dem oben genannten Umfang. Das Amt Königstein unterstand anfangs der Regierung zu Wiesbaden. Die Ebene der Ämter blieb zunächst unverändert und entsprach der Einteilung der Vorgängerterritorien.
Im Jahr 1806 entstand unter Druck Napoleons der Rheinbund und besiegelte das Ende des Heiligen Römischen Reiches. Nassau-Usingen und Nassau-Weilburg traten dem Rheinbund bei. Im Gegenzug dafür erhielt Friedrich August, der Älteste des Hauses Nassau, den Titel eines souveränen Herzogs von Nassau. Die beiden Herrscher entschieden, die beiden Territorien unter dem gemeinsamen Namen Herzogtum Nassau zusammenzulegen.

### Herzogtum Nassau
Das Herzogtum bestand anfangs aus 63 Ämtern. 1806 bis 1809 wurde eine erste Konsolidierung der mittleren Verwaltungsebene vorgenommen die jetzt aus dem Regierungsbezirk Wiesbaden (mit dem Amt Kronberg) und den Regierungsbezirken Ehrenbreitstein und Weilburg bestand. Auf Ebene der Ämter erfolgten bis 1816 eine Reihe von Zusammenlegungen. Mit herzoglichem Edikt vom 16. Juli 1810 wurde dem Amt Königstein per 1. Januar 1811 das ehemalige Amt Eppstein mit den Orten Eppstein, Schloßborn, Ehlhalten, Eppenhain, Ruppertshain, Fischbach, Hornau, Kelkheim, Oberjosbach, Niederjosbach, Vockenhausen und Bremthal angegliedert. Schwalbach, Mammolshain, Schönberg, Oberhöchstadt fielen an das Amt Oberursel, so dass aus dem bisherigen Amt Königstein noch die Orte Königstein, Neuenhain, Altenhain und Schneidhain und Glashütten verblieben. 1812 gab es noch 48 Ämter. Das Amt Kronberg wurde erweitert und gehörte danach zum Regierungsbezirk Wiesbaden und bestand danach aus den Kirchspielen Königstein, Neuenhain, Fischbach mit Fischbach, Eppenhain, Ruppertshain, Hornau und Kelkheim, Oberjosbach mit Oberjosbach, Niederjosbach, Vockenhausen und Bremthal, und Schlossborn mit Schloßborn und Ehlhalten. Mit dem Edikt vom 12. Mai 1815 per 1. Juli 1815 das Amt Königstein erneut erweitert. Eingegliedert wurde das Amt Oberursel mit den Orten Oberursel, Stierstadt, Bommersheim, Weißkirchen, Kahlbach, Harheim, Kronberg, Niederhöchstadt, Eschborn, Falkenstein, Sulzbach, Soden und Heddernheim. Auch kamen die Orte Schwalbach, Mammolshain, Schönberg, Oberhöchstadt, die vor 5 Jahren an das Amt Oberursel abgegeben worden waren, wieder zurück. Im Gegenzug gab das Amt Königstein einige Orte wieder ab. So fielen Oberjosbach, Niederjosbach, Vockenhausen und Bremthal an das Amt Idstein.
Nach den Befreiungskriegen wurde Deutschland und damit auch Nassau abermals neu geordnet. Im Wiener Kongress wurden 1816 darüber hinaus umfangreiche Gebietstausche mit Preußen und kleinere mit dem Kurfürstentum Hessen und dem Großherzogtum Hessen vereinbart. Danach war das Amt Königstein eines von 28 Ämtern im Herzogtum Nassau, die am 1. Juli 1816 zum Zwecke der lokalen Verwaltung geschaffen wurden. An der Spitze des Amtes stand als örtlicher Statthalter des Herzogs ein Amtmann. Die mittlere Verwaltungsebene der Regierungen wurde abgeschafft. In den Jahren 1816 und 1817 erfolgten in rascher Folge noch kleinere Umstrukturierungen. Zum 1. Januar 1816 kam Kelkheim, Ehlhalten und Schloßborn zurück ins Amt Königstein und Eschborn, Harheim sowie Heddernheim wurden an das Amt Höchst abgegeben. Mit Edikt vom 17. Dezember 1816 übernahm das Amt Königstein vom Amt Wallau Eppstein und Lorsbach, gab Lorsbach 1817 jedoch wieder an das Amt Hochheim zurück.
Bis zum Ende des Herzogtums Nassau 1866 bestand das Amt Königstein jetzt aus:
1. den ehemals Mainzischen Orten Königstein, Altenhain, Bommersheim, Cronberg, Ehlhalten, Eppenhain, Fischbach, Glashütten, Hornau, Kahlbach, Kelkheim, Mammolshain, Neuenhain, Niederhöchstadt, Oberhöchstadt, Oberursel, Ruppertshain, Schlossborn, Schneidhain, Schönberg, Schwalbach, Stierstadt, Weisskirchen
2. den ehemals gemeinschaftlich Mainzische und Hessen Darmstädtische Ort Eppstein
3. dem ehemals reichsritterschaftliche Ort Falkenstein

Der Staats- und Adreß-Handbuch des Herzogthums Nassau 1822/23 gibt folgendes an:
1. Flächen: 41.500 Steuernormalmorgen  (wobei ein Morgen 2500 m² entsprechen), mit 160 Morgen Gebäudestellen, 365 Morgen Gartenland, 15.077 Morgen Ackerland, 5079 Morgen Wiesen, 7029 Morgen Hochwald, 9495 Morgen Niederwald, 3606 Morgen Trieschland (abwechselnde 3- bis 5-jährige Acker- und 10- bis 20-jährige Wiesennutzung), Weideplätze etc., 698 Morgen nicht besteuerte Liegenschaften.
2. Gemeinden: 26 Gemeindebezirke bestehend aus 3 Städten, ein Flecken, 21 Dörfern und 43 Hőfen und Mühlen.
3. Bevölkerung: 12.415 Einwohner in 2826 Familien, davon 1617 evangelisch christliche, 10.530 Katholiken, 8 Mennoniten und 260 Juden.
4. Viehstand: 252 Pferde, 18 Esel und Maulesel, 4836 Stück Rindvieh, 5244 Schafe, 1869 Schweine, 385 Ziegen und 585 Bienenstöcke.
5. Einfacher Jahressteuersatz (Steuersimplus, kann auch mehrfach erhoben werden): 7159 fl. 21 kr.
6. Amtsgemeinden:
  1. Königstein, Stadt: 1012 Einwohner in 224 Familien; „Amtssitz mit der demolirten Festung, drei Mahl-, einer Oel-, 2 Loh- und einer Walkmühle.“
  2. Altenhain: 260 Einwohner in 55 Familien; „Rothe Mühle.“
  3. Bommersheim: 594 Einwohner in 151 Familien.
  4. Cronberg, Stadt: 1618 Einwohner in 433 Familien; „Schloßruine, Schaafhof, eine Mühle, Mineralbrunnen.“
  5. Ehlhalten: 281 Einwohner in 66 Familien; „die Silber- und Unter-Mühle.“
  6. Eppenhain: 126 Einwohner in 28 Familien.
  7. Eppstein, Flecken: 694 Einwohner in 161 Familien; „Schloßruine, Guterbachs-, eine Loh-, eine Oel- und  eine Schneid-Mühle.“
  8. Falkenstein: 321 Einwohner in 79 Familien; „Ruine, Ober- und Unter-Mühle.“
  9. Fischbach: 488 Einwohner in 113 Familien; „Hof Röders und Hof Gimbach.“
  10. Glashütten: 237 Einwohner in 47 Familien.
  11. Hornau: 327 Einwohner in 65 Familien; „von Gagern´scher Hof, Mahl- und Oel-Mühle.“
  12. Kahlbach: 425 Einwohner in 94 Familien; „die Ober- und Schlinkenmühle.“
  13. Kelkheim: 428 Einwohner in 75 Familien; „eine Mühle, Kalkofen und Ziegelhutte.“
  14. Mammolshain: 210 Einwohner in 47 Familien; „Kalkofen, Ziegelhütte.“
  15. Neuenhain: 439 Einwohner in 107 Familien.
  16. Niederhöchstadt: 234 Einwohner in 55 Familien; „eine Mühle.“
  17. Oberhöchstadt: 473 Einwohner in 113 Familien; „Ziegelhütte.“
  18. Oberursel, Stadt: 1874 Einwohner in 407 Familien; „das Schützenhaus, die Herrn-, Gattenhöfer- und Aumühle, zwei Loh-, eine Mahl- und Oele-, eine Walk-, zwei Schleif- und eine Papiermühle, eine Tapetenfabrik, fünf Kupferhämmer.“
  19. Ruppertshain: 212 Einwohner in 49 Familien.
  20. Schloßborn: 453 Einwohner in 88 Familien; „Hasen-, Bann- und Neu-Mühle.“
  21. Schneidhain: 157 Einwohner in 33 Familien; „Rothe Mühle.“
  22. Schönberg: 172 Einwohner in 39 Familien; „Kalkofen und Ziegelhütte.“
  23. Schwalbach: 541 Einwohner in 123 Familien; „́von Greifenklauischer Hof.“
  24. Stierstadt: 477 Einwohner in 88 Familien; „eine Mühle.“
  25. Weißkirchen: 362 Einwohner in 86 Familien; „von Greifenklauischer Hof, Ober-, Unter-, und Krebs-Mühle.“

Im Jahr 1836 wurde das Amt Königstein wie folgt beschrieben:

„Amt Königstein. Von den 59.748 Morgen des Amtes Königstein sind 229 Morgen Gebäudestellen, 515 Morgen Gärten, 21.713 Morgen Ackerland, 7.229 Morgen Wiesen, 10 Morgen Weiher, 24.793 Morgen Waldungen, 4.092 Morgen Dreschland und Waideplätze und 1.167 Morgen nicht besteuerte Liegenschaften. In den 2.158 Wohnhäusern leben 13.972 Menschen in 3.240 Familien, 1.841 sind Evangelische, 11.896 Katholiken und 235 Juden.
   Königstein, unter 26° 7" Länge und 50° 10' 40" Breite, am nordöstlichen Fuße des 1.260 Fuß über dem Meere erhabenen Berges, auf welchem die Trümmer der ehemaligen Bergfeste Königstein liegen, offenes Städtchen mit 140 Häusern und 1.140 Einwohnern. Nordöstlich über Königstein, gegen den Altkönig hin, liegen auf einem Berge die schönen Trümmer der Burg Falkenstein.
   Eppstein, 7⁄8 Meilen südwestlich von Königstein, Flecken mit einem Schlosse, 4 Mühlen und 683 Einwohnern.
   Kronberg, Kronenburg, einst Askebrunnen, unter 26° 9' 40" Länge und 50° 10' 50" Breite, auf einer Anhöhe zwischen Obst- und Kastanienwäldern schön gelegenes, ummauertes Städtchen mit meistens winkligen Straßen, 166 Häusern und 1.780 Einwohnern. Schloß und Sauerbrunnen.
   Ober-Ursel oder Oberursel, 600 Fuß über dem Meere am Urselbache, welcher Mühlen und Kupferhämmer treibt, in obstreicher Gegend, kleine ummauerte Stadt mit 280 Häusern und 2.160 Einwohnern.“

Der Staats- und Adreß-Handbuch des Herzogthums Nassau. 1847 gibt folgendes an:
1. Flächengehalt: 59.748 Steuernormalmorgen, nämlich 229 M. Gebäudestellen, 115 M. Gartenland, 21713 M. Ackerland, 7229 M. Wiesen, 10 M. Weiher, 24793 M.  Waldungen, 4092 M. Trieschland und Weideplätze etc., 1167 M. nicht besteuerte Liegenschaften.
2. Politische Eintheilung: 25 Gemeindebezirke, bestehend aus 3 Städten, einem Flecken und 21 Ortschaften, mit 5 Höfen, 31 Mühlen, 4 Kupfer- und ein Eisenhammer, 10 3iegelhütten.
3. Bevölkerung: 3738 Familien in 2406 Wohnhäusern, und 16.299 Einwohner, nämlich 2198 evangelisch-christliche, 13.845 Katholiken, 3 Mennoniten und 253 Juden.
4. Viehbestand: 387 Pferde, 8 Esel und Maulesel, 5049 Stück Rindvieh, 4392 Schaafe, 3423 Schweine, 1041 Ziegen und 302 Bienenstöcke.
5. Gewerbe: 52 Bäcker, 6 Bader, 16 Bierbrauer, 3 Blechschmiede, 45 Branntweinbrenner, ein Buchbinder, 2 Büchsenmacher, 6 Bürstenbinder, 17 Drechsler, 2 Fabriken, 9 Glaser, 51 Grobschmiede, 1428 Gutsbesitzer, 3 Häfner, rimr Hanfreibmühle, ein Kalkbrenner, 5 Klein- und Großhändler, 138 Kleinkrämer, eine Knochenmühle, 8 Korbmacher, 2 Kupferhütten, 5 Kupferschmiede, 16 Küfer, 98 Leinen- und Damastweber, 4 Lohgerber, rinr Lohmühle, 39 Mahlmühlen, 19 Makler, 53 Maurer, 53 Metzger, 6 Mühlärzte, 13 Musikanten, 4 Nagelschmiede, 5 oelmühlen, 16 Pferdeverleiher und Hauderer, 3 Sattler, ein Scheerenschleifer, 3 Schieferdecker, 32 Schlosser, 66 Schneider, 3 Schön- und Blaufärber, 71 Schreiner, 130 Schuhmacher, 5 Seifensieder und Lichterzieher, 2 Seiler, 2 Strumpf- und Kappenweber, 798 Taglöhner, 20 Tüncher und
Weißbinder, ein Uhrmacher, 29 Wagner, eine Walkmühle, 100 Wirthe, 3 Zeugschmiede, 10 Ziegelbrenner, 21 Zimmerleute etc.
6. Betrag eines Steuersimplums: 10.518  fl. 3 kr., nämlich 7005 fl. 27 kr. Grund-, 878 fl. 22 kr. Gebäude- und 2634 fl. 14 kr. Gewerbsteuer.
7. Amtmann: Friedrich Kissel.

Nach der Märzrevolution 1848 wurde die Verwaltung neu geordnet. Mit Gesetz vom 4. April 1849 wurden in Nassau Verwaltung und Rechtsprechung auf unterer Ebene getrennt. Die Reform trat zum 1. Juli 1849 in Kraft. Für die Verwaltung wurden 10 Kreisämter gebildet, die Ämter als Justizämter (also Gerichte der ersten Instanz) weitergeführt. Die Verwaltungsaufgaben des Amtes Königstein wurden vom Kreisamt Höchst wahrgenommen, die Rechtsprechung vom Justizamt Königstein. Die Reform wurde jedoch bereits am 1. Oktober 1854 wieder rückgängig gemacht, die Kreise wieder abgeschafft und die vorigen Ämter wiederhergestellt.
Kurz vor der Annektierung durch Preußen gibt des Staats- und Adreß-Handbuch des Herzogthums Nassau. 1866 folgendes an:
1. Flächengehalt: 62.014 Morgen, nämlich: 330 M. Gebäudestellen, 497 M. Gärten, 22.164 M. Ackerland, 7290 M. Wiesen, 38 M. Weinberge, 27.415 M. Waldungen, 2588 M. Trieschland und Weideplätze etc., 1692 M. nicht besteuerte Liegenschaften.
2. Politische Eintheilung: 25 Gemeindebezirke, bestehend aus 3 Städten, einem Flecken und 21 Ortschaften, mit 5 Höfen, 54 Mühlen, einem Kupferhammer, einem Kupferwalzwerk, 2 Eisendrehereien, und 10 Ziegelhütten, einer Eisensteingrube.
3. Bevölkerung, nach der Zählung am Schlüsse des Jahres 1865: 4285 Familien in 2759 Wohnhäusern, und 18.827 Éinwohner, nämlich: 2741 evangelisch-christliche, 15.882 Katholiken und 204 Juden.
4. Viehstand: 502 Pferde, 20 Esel und Maulesel, 4812 Stück Rindvieh, 3763 Schaafe, 2142 Schweine, 1406 Ziegen und 437 Bienenstöcke.
5. Gewerbe: 8 Bader, 57 Bäcker, 11 Bierbrauer, 12 Blechschmiede, 2 Bildhauer und Vergolder, 2 Branntweinbrenner, 6 Buchbinder, 8 Bürstenbinder, ein Cigarrenfabrikant, ein Commissionär, ein Drahtarbeiter, 24 Drechsler, 5 Fabriken, 2 Filzarbeiter, 12 Glaser, 2 Gelbgießer, 48 Grobschmiede, 1465 Gutsbesitzer, 2 Haarhändler, 4 Häfner, 4 Kappenmacher, 5 Kalkbrenner, 2 Kammmacher, 91 Klein- und Großhändler, 32 Kleinkrämer, 12 Korbmacher, 2 Konditoren, ein Kunstgärtner, 2 Kupferhütten, 7 Kupferschmiede, 18 Küfer, 34 Leinen- und Damastweber, 6 Lohgerber, 4 Lohmühlen, 49 Mahlmüller, 12 Makler, 77 Maurer, 49 Metzger, 12 Mühlärzte, 10 Musikanten, 2 Nagelschmiede, 5 oelmüller, 26 Pferdeverleiher und Hauderer, 2 Pflasterer, 1 Putzmacherin, 8 Sattler, 10 Schieferdecker, 42 Schlosser, 58 Schneider, 3 Schön- und Blaufärber, 2 Schornsteinfeger, 67 Schreiner, 128 Schuhmacher, 4 Seifensieder und Lichterzieher, 6 Seiler, 4 Steinhauer, 1 Steinmetze, eine Tabaksmühle, 810 Taglöhner, 54 Tüncher und Weißbinder, 2 Uhrmacher, 29 Wagner, eine Walkmühle, 5 Weißgerber, 116 Wirthe, 3 Zeugschmiede, 7 Ziegelbrenner, 16 Zimmerleute, 2 Zinngießer etc.
6. Betrag eines Steuersimplums: 11.778 fl. nämlich: 7799 fl. 53 kr. Grund- und Gebäudesteuer und 3978 fl. 7 kr. Gewerbsteuer.
7. Amtmann: Friedrich Martin.
8. Amtsortschaften:

| Amtsgemeinde | Fam- ilien | Ein- wohner |
| --- | ---------- | ----------- |
| 1) Königstein, Stadt und Amtssitz, das Schloß mit Anlagen, die Dammmühle, Obermühle, Walkmühle mit Oelmühle, die Oelmühle im Bildthale, eine Gerberei und Lohmühle, die Hofwiesenmühle, die Dr. Bingler'sche Wasserheilanstalt, eine Mahlmühle. | 391        | 1893        |
| 2) Altenhain, die Rothe- oder Bleidenauermühle. | 87         | 365         |
| 3) Bommersheim. | 184        | 758         |
| 4) Cronberg, Stadt, mit einem alten Schlosse, der Schaafhof, eine Mühle, die Badeanstalt zum Cronthal und die Dr. Küster'sche Brunnenund Badeanstalt. | 2095       |             |
| 5) Ehlhalten. | 85         | 357         |
| 6) Eppenhain. | 47         | 186         |
| 7) Eppstein, Flecken, mit einem alten Schlosse, die Schwärzmühle, Obermühle, Wiesenmühle, große Herrn mühle, eine Oel- und eine Schneidmühle. | 174        | 808         |
| 8) Falkenstein, mit Schloßruine, Ober- und Untermühle. | 126        | 464         |
| 9) Fischbach, Hof Rüders und Hof Gimbach. | 135        | 635         |
| 10) Glashütten. | 65         | 275         |
| 11) Hornau, vormals von Gagernscher Hof, eine Mühle. | 153        | 609         |
| 12) Kahlbach, die Schlinkenmühle. | 123        | 576         |
| 13) Kelkheim, eine Mühle und eine Ziegelhütte. | 170        | 776         |
| 14) Mammolshain, Badhaus mit Restauration etc., eine Ziegelhütte. | 63         | 230         |
| 15) Neuenhain, Mineralbrunnen. | 186        | 728         |
| 16) Niederhöchstadt, eine Mühle, eine Backsteinbrennerei und ein Kalkofen. | 97         | 413         |
| 17) Oberhöchstadt, sechs Ziegelhütten und Kalköfen. | 175        | 844         |
| 18) Oberursel, Stadt, eine Wollspinnerei, die Fischer'sche, Raufenbarth'sche-, Wenzel'sche, Becker'sche, Wiemer'sche, Gerner'sche, Nicol’sche, Brenner'sche Mahlmühlen, Herrnmühle, kleine Mühle, Schleifmühle, Aumühle, Gattenhöfers Mühle, die Hattemar'sche Kunst-Walzmühle nebst Oelmühle, die Steinmühle nebst Holzschneidemühle und Hanfreibe, die Schaller'sche Mahl- und Oelmühle, die Kürtel'sche und Jamin'sche Lohmühle, die Probst'sche Walkmühle, eine Papiermühle, ein Kupferhammer, ein Kupferwalzweck, die Schucard'sche Eisendreherei und Fournirschneiderei, die Braß'sche Eisendreherei, eine Schneidmühle, die Bolongaro'sche Tabaksmühle, Eisenbahnstationsgebäude. | 712        | 3445        |
| 19) Ruppertshain. | 73         | 371         |
| 20) Schloßborn, die Hasen-, Bann-, und Neumühle | 155        | 624         |
| 21) Schneidhain, eine Mühle. | 39         | 195         |
| 22) Schönberg. | 52         | 202         |
| 23) Schwalbach, der vormals von Greiffenklau'sche Hof, zwei Ziegelhütten. | 160        | 789         |
| 24) Stierstadt, die Wiesenmühle und die Schreiber'sche Mühle. | 175        | 646         |
| 25) Weißkirchen, die Ober-, Unter- und Krebsmühle. | 136        | 547         |

### Preußen
Mit der Annexion Nassaus durch Preußen werden auch die Ämter in ihrer alten Form aufgelöst und durch Kreise ersetzt. Das Amt Königstein bildet 1867 gemeinsam mit dem Amt Usingen und dem Amt Homburg den Obertaunuskreis. Erst im Rahmen dieser Neuordnung werden Verwaltung und Rechtsprechung getrennt. Für die Rechtsprechung in erster Instanz, die bisher durch das Amt vorgenommen wurde, wurden zunächst die richterlichen Beamte in den Ämtern zuständig und zum 1. September 1867 das Amtsgericht Königstein im Taunus gebildet.
Aber auch nach der Kreisgründung bleibt die bisherige Amtsstruktur erhalten. Die Königliche Verordnung vom 22. Februar 1867 regelte, dass „die Amtsbezirke als engere Verwaltungsbezirke in ihrer bisherigen Begrenzung bestehen“ bleiben. Die ehemaligen Ämter bilden die drei Bezirke des Kreises. Gemäß § 13 der Kreisverfassung entsendeten die Bezirke also die ehemaligen Ämter jeweils sechs Vertreter in den neuen Kreistag. Der Amtmann hatte die Aufsicht über die Ortspolizei und Organ des Landrates. Mit der Verwaltungsreform von 1885/1886 gehörten die Amtsstrukturen endgültig der Vergangenheit an.

## Personen

### (Ober-)amtmänner

#### Kurmainz
- Gernand von Schwalbach (12. März 1582 bis 1601)
- Johann Reichard Brömser von Rüdesheim (1601–1605)
- Johann Eberhard Köth von Wahnscheid (1605–1609)
- Friedrich von Fürstenberg (1609–2. Juni 1619)
  - Kriegsbedingt handelt Rentmeister Heinrich Bohne 1822 als kommissarischer Oberamtmann
- Johann Weißel (1619–1625)
- Rudolf Sparr von Greiffenberg (1625–1631)
  - Kriegsbedingt besteht eine Vakanz. Nach der Rückgabe an Stolberg wird der stolbergische Amtman
- Johann Weißel (6. Januar 1632 bis 21. September 1635) eingesetzt
  - Nach der Rückgabe an Kurmainz nimmt zunächst der kurfürstliche Amtsverweser Samuel Hepp die Amtsgeschäfte kommissarisch auf. Der nächste offizielle Oberamtmann ist
- Johann Dietrich von Rosenbach (9. August 1636–1656)
- Georg Philipp von Greiffenclau (9. Juli 1656–1682)
- Adolf Johann Karl Freiherr von Bettendorf (15. Juni 1682 bis zu seinem Tod am 15. Dezember 1705). Nachfolger ist sein Sohn
- Lothar Johann Karl Freiherr von Bettendorf (15. Dezember 1705 bis zu seinem Tod am 16. Mai 1745) Nachfolger ist sein Sohn
- Johann Philipp Freiherr von Bettendorf (16. Mai 1745 bis 1773)
- Karl Philipp Reichsgraf zu Ingelheim (1773–1781)[15]

#### Nassau
- 1816–1825: Johann Jakob Heinrich Stahl
- 1825: Carl Friedrich Vietor
- 1825–1832: Friedrich Jacob Christian Büsgen
- 1832–1839: Peter Grüsing
- 1839–1841: Wilhelm Winter
- 1841–1843: Wilhelm Heinrich Viktor Gödecke
- 1843–1848: Friedrich Kissel
- 1848: Joseph Werren

1849–1854 bestand das Amt nicht
- 1854–1864: Ludolph von Langen
- 1864–1868: Friedrich Martin
- (1868)1869–1875: Otto Kraus
- (1878–1881): Bernhard von Schenck
- (1881–1886): Carl Höckner

### Medizinalräte
Jedes Amt bildete ab 1818 einen eigenständigen Medizinalbezirk. In jedem Bezirk wurde durch die Verwaltung ein approbierter Arzt als Medizinalrat angestellt. Diese waren im Amt Königstein:
- 1818–1854: Ferdinand Küster
- 1858–1866: Georg Pingler